# Força de União Europeia
Força da União Europeia - FORUE (em inglês: EUFOR ou European Union Force) - é um termo utilizado para descrever as implantações do exército da União Europeia, sendo utilizada algumas vezes até o momento, por exemplo: na República da Macedónia a partir de Março de 2003 a Dezembro de 2003 como EUFOR Concordia, na Bósnia desde 2004 como EUFOR Althea, na República Democrática do Congo em 2006 como EUFOR RD Congo, no Chade e na República Centro-Africana entre 2007 e 2009 como EUFOR Tchad/RCA, e na República Centro-Africana entre 2014 e 2015 como EUFOR RCA.